# Regeringen Reinfeldt
Regeringen Reinfeldt var under två mandatperioder, 2006 till 2014, en svensk borgerlig koalitionsregering bestående av de fyra partierna Moderata samlingspartiet, Centerpartiet, Folkpartiet liberalerna och Kristdemokraterna. Dessa hade tillsammans lanserat sig som Allians för Sverige den 30 augusti 2004 inför valkampanjen 2006.
Regeringen Reinfeldt tillträdde vid en skifteskonselj på Stockholms slott den 6 oktober 2006. Regeringens sammansättning och regeringsförklaringen presenterades av statsminister Fredrik Reinfeldt i Sveriges riksdag under förmiddagen samma dag. Under sin första mandatperiod var regeringen en majoritetsregering, men efter valet 2010 fortsatte den som minoritetsregering. Till följd av valresultatet 2014, lämnade statsministern in sin och regeringens avskedsansökan dagen efter valdagen. Reinfeldts efterträdare som statsminister blev i början av oktober Stefan Löfven, efter att den nyvalda riksdagen hade samlats i september.

## Statsråd
* Statsminister eller departementschef
| Titel                                                                      | Namn                 | Namn                      | Tillträdde           | Avgick               | Parti                |                      |                      |                      |                      |
| Statsrådsberedningen                                                       | Statsrådsberedningen | Statsrådsberedningen      | Statsrådsberedningen | Statsrådsberedningen | Statsrådsberedningen | Statsrådsberedningen | Statsrådsberedningen | Statsrådsberedningen | Statsrådsberedningen |
| -------------------------------------------------------------------------- | -------------------- | ------------------------- | -------------------- | -------------------- | -------------------- | -------------------- | -------------------- | -------------------- | -------------------- |
| Statsminister                                                              |                      | Fredrik Reinfeldt*        | 6 oktober 2006       | 3 oktober 2014       | Moderaterna          |                      |                      |                      |                      |
| EU-minister                                                                |                      | Cecilia Malmström         | 6 oktober 2006       | 22 januari 2010      | Folkpartiet          |                      |                      |                      |                      |
| EU-minister                                                                |                      | Birgitta Ohlsson          | 2 februari 2010      | 3 oktober 2014       | Folkpartiet          |                      |                      |                      |                      |
| Demokrati- och konsumentminister                                           |                      | Birgitta Ohlsson          | 5 oktober 2010       | 3 oktober 2014       | Folkpartiet          |                      |                      |                      |                      |
| Justitiedepartementet                                                      |                      |                           |                      |                      |                      |                      |                      |                      |                      |
| Justitieminister                                                           |                      | Beatrice Ask*             | 6 oktober 2006       | 3 oktober 2014       | Moderaterna          |                      |                      |                      |                      |
| Migrationsminister                                                         |                      | Tobias Billström          | 6 oktober 2006       | 28 september 2014    | Moderaterna          |                      |                      |                      |                      |
| Utrikesdepartementet                                                       |                      |                           |                      |                      |                      |                      |                      |                      |                      |
| Utrikesminister                                                            |                      | Carl Bildt*               | 6 oktober 2006       | 3 oktober 2014       | Moderaterna          |                      |                      |                      |                      |
| Biståndsminister                                                           |                      | Gunilla Carlsson          | 6 oktober 2006       | 17 september 2013    | Moderaterna          |                      |                      |                      |                      |
| Biståndsminister                                                           |                      | Hillevi Engström          | 17 september 2013    | 3 oktober 2014       | Moderaterna          |                      |                      |                      |                      |
| Handelsminister                                                            |                      | Maria Borelius            | 6 oktober 2006       | 14 oktober 2006      | Moderaterna          |                      |                      |                      |                      |
| Handelsminister                                                            |                      | Sten Tolgfors             | 24 oktober 2006      | 5 september 2007     | Moderaterna          |                      |                      |                      |                      |
| Handelsminister                                                            |                      | Ewa Björling              | 12 september 2007    | 3 oktober 2014       | Moderaterna          |                      |                      |                      |                      |
| Minister för nordiskt samarbete                                            |                      | Ewa Björling              | 5 oktober 2010       | 3 oktober 2014       | Moderaterna          |                      |                      |                      |                      |
| Försvarsdepartementet                                                      |                      |                           |                      |                      |                      |                      |                      |                      |                      |
| Försvarsminister                                                           |                      | Mikael Odenberg*          | 6 oktober 2006       | 5 september 2007     | Moderaterna          |                      |                      |                      |                      |
| Försvarsminister                                                           |                      | Sten Tolgfors*            | 5 september 2007     | 29 mars 2012         | Moderaterna          |                      |                      |                      |                      |
| Försvarsminister                                                           |                      | Karin Enström*            | 18 april 2012        | 3 oktober 2014       | Moderaterna          |                      |                      |                      |                      |
| Socialdepartementet                                                        |                      |                           |                      |                      |                      |                      |                      |                      |                      |
| Socialminister                                                             |                      | Göran Hägglund*           | 6 oktober 2006       | 3 oktober 2014       | Kristdemokraterna    |                      |                      |                      |                      |
| Äldre- och folkhälsominister                                               |                      | Maria Larsson             | 6 oktober 2006       | 5 oktober 2010       | Kristdemokraterna    |                      |                      |                      |                      |
| Barn- och äldreminister                                                    |                      | Maria Larsson             | 5 oktober 2010       | 3 oktober 2014       | Kristdemokraterna    |                      |                      |                      |                      |
| Civil-, samfunds-, och bostadsminister                                     |                      | Stefan Attefall           | 5 oktober 2010       | 3 oktober 2014       | Kristdemokraterna    |                      |                      |                      |                      |
| Socialförsäkringsminister och minister för nordiskt samarbete              |                      | Cristina Husmark Pehrsson | 6 oktober 2006       | 5 oktober 2010       | Moderaterna          |                      |                      |                      |                      |
| Socialförsäkringsminister                                                  |                      | Ulf Kristersson           | 5 oktober 2010       | 3 oktober 2014       | Moderaterna          |                      |                      |                      |                      |
| Finansdepartementet                                                        |                      |                           |                      |                      |                      |                      |                      |                      |                      |
| Finansminister                                                             |                      | Anders Borg*              | 6 oktober 2006       | 3 oktober 2014       | Moderaterna          |                      |                      |                      |                      |
| Kommun-, bostads- och finansmarknadsminister                               |                      | Mats Odell                | 6 oktober 2006       | 5 oktober 2010       | Kristdemokraterna    |                      |                      |                      |                      |
| Finansmarknadsminister                                                     |                      | Peter Norman              | 5 oktober 2010       | 3 oktober 2014       | Moderaterna          |                      |                      |                      |                      |
| Utbildningsdepartementet                                                   |                      |                           |                      |                      |                      |                      |                      |                      |                      |
| Utbildningsminister                                                        |                      | Lars Leijonborg*          | 6 oktober 2006       | 12 september 2007    | Folkpartiet          |                      |                      |                      |                      |
| Utbildningsminister                                                        |                      | Jan Björklund*            | 12 september 2007    | 3 oktober 2014       | Folkpartiet          |                      |                      |                      |                      |
| Skolminister                                                               |                      | Jan Björklund             | 6 oktober 2006       | 12 september 2007    | Folkpartiet          |                      |                      |                      |                      |
| Högskole- och forskningsminister                                           |                      | Lars Leijonborg           | 12 september 2007    | 17 juni 2009         | Folkpartiet          |                      |                      |                      |                      |
| Högskole- och forskningsminister                                           |                      | Tobias Krantz             | 17 juni 2009         | 5 oktober 2010       | Folkpartiet          |                      |                      |                      |                      |
| Högskole- och forskningsminister, samt vice statsminister                  |                      | Jan Björklund             | 5 oktober 2010       | 3 oktober 2014       | Folkpartiet          |                      |                      |                      |                      |
| Jämställdhets- och ungdomsminister samt biträdande utbildningsminister     |                      | Nyamko Sabuni             | 5 oktober 2010       | 21 januari 2013      | Folkpartiet          |                      |                      |                      |                      |
| Jämställdhets- och ungdomsminister samt biträdande utbildningsminister     |                      | Maria Arnholm             | 21 januari 2013      | 3 oktober 2014       | Folkpartiet          |                      |                      |                      |                      |
| Jordbruksdepartementet/Landsbygdsdepartementet                             |                      |                           |                      |                      |                      |                      |                      |                      |                      |
| Jordbruksminister                                                          |                      | Eskil Erlandsson*         | 6 oktober 2006       | 5 oktober 2010       | Centerpartiet        |                      |                      |                      |                      |
| Landsbygdsminister                                                         |                      | Eskil Erlandsson*         | 5 oktober 2010       | 3 oktober 2014       | Centerpartiet        |                      |                      |                      |                      |
| Miljödepartementet                                                         |                      |                           |                      |                      |                      |                      |                      |                      |                      |
| Miljöminister                                                              |                      | Andreas Carlgren*         | 6 oktober 2006       | 29 september 2011    | Centerpartiet        |                      |                      |                      |                      |
| Miljöminister                                                              |                      | Lena Ek*                  | 29 september 2011    | 3 oktober 2014       | Centerpartiet        |                      |                      |                      |                      |
| Näringsdepartementet                                                       |                      |                           |                      |                      |                      |                      |                      |                      |                      |
| Näringsminister                                                            |                      | Maud Olofsson*            | 6 oktober 2006       | 29 september 2011    | Centerpartiet        |                      |                      |                      |                      |
| Näringsminister                                                            |                      | Annie Lööf*               | 29 september 2011    | 3 oktober 2014       | Centerpartiet        |                      |                      |                      |                      |
| Energiminister                                                             |                      | Maud Olofsson*            | 6 oktober 2006       | 29 september 2011    | Centerpartiet        |                      |                      |                      |                      |
| Energiminister                                                             |                      | Anna-Karin Hatt           | 29 september 2011    | 3 oktober 2014       | Centerpartiet        |                      |                      |                      |                      |
| Infrastrukturminister                                                      |                      | Åsa Torstensson           | 6 oktober 2006       | 5 oktober 2010       | Centerpartiet        |                      |                      |                      |                      |
| Infrastrukturminister                                                      |                      | Catharina Elmsäter-Svärd  | 5 oktober 2010       | 3 oktober 2014       | Moderaterna          |                      |                      |                      |                      |
| IT-minister                                                                |                      | Anna-Karin Hatt           | 5 oktober 2010       | 3 oktober 2014       | Centerpartiet        |                      |                      |                      |                      |
| Regionminister                                                             |                      | Anna-Karin Hatt           | 5 oktober 2010       | 29 september 2011    | Centerpartiet        |                      |                      |                      |                      |
| Regionminister                                                             |                      | Annie Lööf*               | 29 september 2011    | 3 oktober 2014       | Centerpartiet        |                      |                      |                      |                      |
| Vice statsminister                                                         |                      | Maud Olofsson*            | 6 oktober 2006       | 5 oktober 2010       | Centerpartiet        |                      |                      |                      |                      |
| Integrations- och jämställdhetsdepartementet                               |                      |                           |                      |                      |                      |                      |                      |                      |                      |
| Integrations-, jämställdhets-, demokrati-, ungdoms-, och konsumentminister |                      | Nyamko Sabuni*            | 6 oktober 2006       | 5 oktober 2010       | Folkpartiet          |                      |                      |                      |                      |
| Kulturdepartementet                                                        |                      |                           |                      |                      |                      |                      |                      |                      |                      |
| Kultur- och idrottsminister                                                |                      | Cecilia Stegö Chilò*      | 6 oktober 2006       | 16 oktober 2006      | Moderaterna          |                      |                      |                      |                      |
| Kultur- och idrottsminister                                                |                      | Lena Adelsohn Liljeroth*  | 24 oktober 2006      | 3 oktober 2014       | Moderaterna          |                      |                      |                      |                      |
| Samfundsminister                                                           |                      | Cecilia Stegö Chilò*      | 6 oktober 2006       | 16 oktober 2006      | Moderaterna          |                      |                      |                      |                      |
| Samfundsminister                                                           |                      | Lena Adelsohn Liljeroth*  | 24 oktober 2006      | 5 oktober 2010       | Moderaterna          |                      |                      |                      |                      |
| Arbetsmarknadsdepartementet                                                |                      |                           |                      |                      |                      |                      |                      |                      |                      |
| Arbetsmarknadsminister                                                     |                      | Sven Otto Littorin*       | 6 oktober 2006       | 7 juli 2010          | Moderaterna          |                      |                      |                      |                      |
| Arbetsmarknadsminister                                                     |                      | Tobias Billström*         | 7 juli 2010          | 5 oktober 2010       | Moderaterna          |                      |                      |                      |                      |
| Arbetsmarknadsminister                                                     |                      | Hillevi Engström*         | 5 oktober 2010       | 17 september 2013    | Moderaterna          |                      |                      |                      |                      |
| Arbetsmarknadsminister                                                     |                      | Elisabeth Svantesson*     | 17 september 2013    | 3 oktober 2014       | Moderaterna          |                      |                      |                      |                      |
| Integrationsminister                                                       |                      | Erik Ullenhag             | 5 oktober 2010       | 3 oktober 2014       | Folkpartiet          |                      |                      |                      |                      |

### Fakta och statistik
Siffrorna nedan avser regeringens sammansättning vid tillträdet den 6 oktober 2006.
- Antal statsråd: 23 (inkl. statsministern)
- Antal kvinnor: 10
- Antal män: 13
- Antal kvinnliga departementschefer: 4
- Antal manliga departementschefer: 9

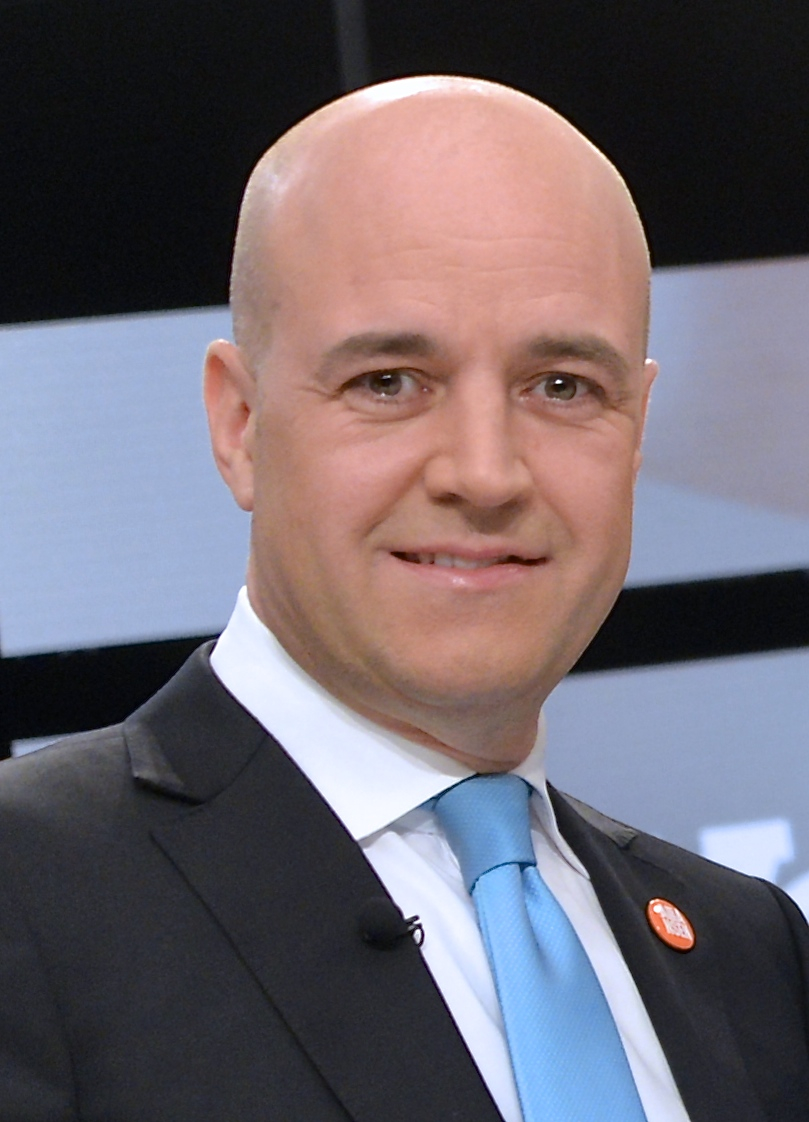
Statsminister Fredrik Reinfeldt.

- Antal utlandsfödda statsråd: 1

Siffrorna nedan avser regeringens sammansättning vid tillträdet den 5 oktober 2010.
- Antal statsråd: 24 (inkl. statsministern)
- Antal kvinnor: 11
- Antal män: 13
- Antal kvinnliga departementschefer: 4
- Antal manliga departementschefer: 8
- Antal utlandsfödda statsråd: 1

Siffrorna nedan avser regeringens sammansättning vid avgången den 3 oktober 2014.
- Antal statsråd: 24 (inkl. statsministern)
- Antal kvinnor: 11
- Antal män: 13
- Antal kvinnliga departementschefer: 6
- Antal manliga departementschefer: 6
- Antal utlandsfödda statsråd: 0

## Organisation
I och med regeringsskiftet inrättades tre nya departement den 1 januari 2007: Arbetsmarknadsdepartementet, Integrations- och jämställdhetsdepartementet samt Kulturdepartementet.
Frågor gällande arbetsliv och arbetsmarknad flyttades från Näringsdepartementet till Arbetsmarknadsdepartementet. Bostads- och energifrågor flyttades från Miljö- och samhällsbyggnadsdepartementet till Finansdepartementet, respektive Näringsdepartementet. Frågor om demokrati, folkrörelse, integration, minoriteter, storstadspolitik och mänskliga rättigheter flyttades från Justitiedepartementet till Integrations- och jämställdhetsdepartementet. Idrottsfrågor flyttades till Kulturdepartementet från Justitiedepartementet. Jämställdhetsfrågor överfördes från Näringsdepartementet till Integrations- och jämställdhetsdepartementet. Konsumentfrågor flyttades till Integrations- och jämställdhetsdepartementet från Jordbruksdepartementet. Kultur- och mediefrågor flyttades från Utbildnings- och kulturdepartementet till Kulturdepartementet. Till Justitiedepartementet flyttades migrations- och asylfrågor från Utrikesdepartementet. Ungdomsfrågor flyttades till Integrations- och jämställdhetsdepartementet från Utbildnings- och kulturdepartementet.

## Regeringens politik
Regeringens politik har de annonserat i sina regeringsförklaringar: 2008, 2009, 2010 respektive 2011.
Regeringen Reinfeldt lyckades uppfylla 76 procent av sina vallöften under första mandatperioden, och 78 procent under andra mandatperioden enligt Elin Naurins forskning. Detta är lågt jämfört med 81-86 procent hos tidigare socialdemokratiska enpartiregeringar, inte minst med tanke på att Alliansen innehade riksdagsmajoritet under första perioden, men högt ur ett europeiskt perspektiv där koalitionsregeringar är vanliga.
Ett av regeringens första stora beslut var att upphäva de ändringar i lagen om anställningsskydd (LAS) som var tänkta att träda i kraft den 1 juli 2007. Beslutet, som fattades av den tidigare riksdagsmajoriteten s-v-mp, innebar att visstidsanställda skulle få rätt till förtur till fast anställning efter sex månader. De borgerliga röstade tidigare emot förslaget i riksdagen och lovade att riva upp ändringarna om de kom till makten efter valet, eftersom man ansåg att ändringen skulle försvåra för företagen och leda till färre jobb.
Den borgerliga alliansen hade aviserat att man ville sälja flera helt eller delvis statligt ägda bolag, bland annat Vin & Sprit, Nordea, Telia Sonera och SAS. Man ville också spara en miljard kronor på minskad statlig byråkrati, bland annat genom lägga ner flera myndigheter något man bland annat föreslog i Bankerydsdokumentet. 2012 rapporterade dock TT om en undersökning av Timbro att regeringen efter sex år vid makten visserligen hade minskat antalet myndigheter, men att antalet anställda var lika många och att kostnaderna var högre räknat i fasta priser. 2006–2011 avvecklades eller ombildades 47 myndigheter och 34 tillkom. Barn- och äldreomsorgsminister Maria Larsson kommenterade undersökningen med att omställningsarbete tar tid, att besparingar på personal inte hade lyckats men att ambitionen fanns.
Andra förslag har varit det så kallade jobbskatteavdraget (i praktiken en inkomstskattesänkning för personer med inkomst av arbete), avskaffande av arbetsgivarnas sjuklöneansvar och slopad förmögenhetsskatt. Förslagen finansieras bland annat genom sänkt nivå i arbetslöshetsersättningen efter 200 dagars arbetslöshet, höjda egenavgifter i a-kassan med max 300 kr per månad och avskaffande av skattereduktionen för medlemskap i fackliga organisationer (25 procents skattereduktion) och a-kassor (40 procents skattereduktion). Förändringarna av a-kassan följdes av omfattande medlemsförluster i a-kassorna och de fackliga organisationerna. Under åren 2007 och 2008 förlorade de fackliga a-kassorna sammanlagt cirka 400.000 medlemmar och fackförbunden 245.000 medlemmar. Efter sju år med höjda och efter arbetslösheten inom varje a-kassa differentierade a-kasseavgifter återställdes 1 januari 2014 avgifterna till ungefär samma nivå som de haft före 2007. Det skedde genom att den så kallade arbetslöshetsavgiften togs bort. 
I fråga om skolpolitik har de borgerliga partierna enats om att införa betyg från sjätte klass i grundskolan. Regeringen kommer vidare att upphäva den tidigare riksdagsmajoritetens beslut om en reform av gymnasieskolan, som skulle ha börjat gälla från 2007, i väntan på att kunna lägga fram ett eget och mer omfattande förslag om reformering av denna skolform.
Den 28 mars meddelade regeringen att förmögenhetsskatten kommer att försvinna under år 2007. Regeringen planerar även en tredje skattesänkning för låginkomsttagare som skall träda i kraft tidigast 2009. Den 3 april gick regeringen ut i media om att fastighetsskatten kommer att slopas den 1 januari 2008 och att den kommer att ersättas av en kommunalavgift på 4500 kronor. På en presskonferens den 4 september 2007 meddelade socialminister Göran Hägglund att regeringen beslutat om att det kommunala vårdnadsbidraget skall att införas 1 juli 2008. Ett förslag som länge varit delat inom den borgerliga alliansen.
Inför höstterminen 2008 tog regeringen bort 25:4-regeln, som gett den som fyllt 25 år, samt hade 4 års dokumenterad arbetslivserfarenhet grundläggande behörighet för att söka till högskolan.
Till läsåret 2011/2012 infördes den nya gymnasiereformen med förändrat betygssystem och obligatorisk historia för alla program. Även reformer i den svenska grundskolan genomfördes med Lgr 11 som dess nya läroplan. Denna reform innebar ett förändrat betygssystem även i grundskolan och med betyg från årskurs 6 till skillnad från tidigare årskurs 8. 
Den 1 januari 2012 sänktes restaurangmomsen från 25% till 12%, det vill säga till samma nivå som all annan mat. 

### Försvars- och säkerhetspolitik
Regeringen antog en ny inriktning för Försvarsmakten, som började verkställas 1 januari 2010 och som skulle ha varit genomförd under 2014. Målet var då att hela insatsorganisationen om 50 000 personer kunna användas inom några dagar om Sverige hotades. På grund av kraftigt underfinansiering kom enveckasförsvaret dock aldrig till stånd under mandatperioden. Den 16 juni 2009 beslutade riksdagen med röstsiffrorna 153–150 (den rödgröna oppositionen röstade emot) att avskaffa den allmänna värnplikten i fredstid och från den 1 juli 2010 ersätta den med en frivillig grundläggande soldatutbildning. Riksdagen beslutade vidare den 19 maj 2010 att ersätta värnpliktsutbildningen med en frivillig militär grundutbildning.
Den 16 juni 2009 utfäste riksdagen en solidaritetsförklaring, som slog fast att Sverige både ska kunna ge och ta emot hjälp om något grannland eller Sverige hotas.
Regeringen antog en ny strategi för insatser internationellt. I de insatser som görs ska "olika politikområden samverka för att nå resultat". Målet var att 1 700 personer ska kunna hållas kontinuerligt insatta i insatser internationellt år 2014.
Regeringen förstärkte både den militära och den civila svenska insatsen i Afghanistan. Den militära insatsen uppgick 2014 till cirka 500 personer.
Sverige bidrog genom Försvarsmakten och Kustbevakningen både med militära och civila resurser till EU-insatsen Operation Atalanta utanför Somalias kust, med det uttalade syftet att skydda FN:s matleveranser och den civila sjöfarten från piratangrepp.
Första halvåret 2008 ledde Sverige snabbinsatsstyrkan Nordic Battlegroup 08, då den var en av två av EU:s snabbinsatsstyrkor i beredskap. Sverige kommer att leda nästa snabbinsatsstyrka, Nordic Battlegroup 11, första halvåret 2011.
Den 1 januari 2009 inrättades den nya Myndigheten för samhällsskydd och beredskap (MSB) som ersatte de tidigare myndigheterna Krisberedskapsmyndigheten, Statens räddningsverk och Styrelsen för psykologiskt försvar. Syftet med den nya myndigheten var att skapa en bättre förmåga att förebygga, förhindra och hantera olyckor och kriser. För att förbättra samordningen av krisberedskapen inrättades ett krishanteringskansli i Regeringskansliet.

### Utrikespolitik

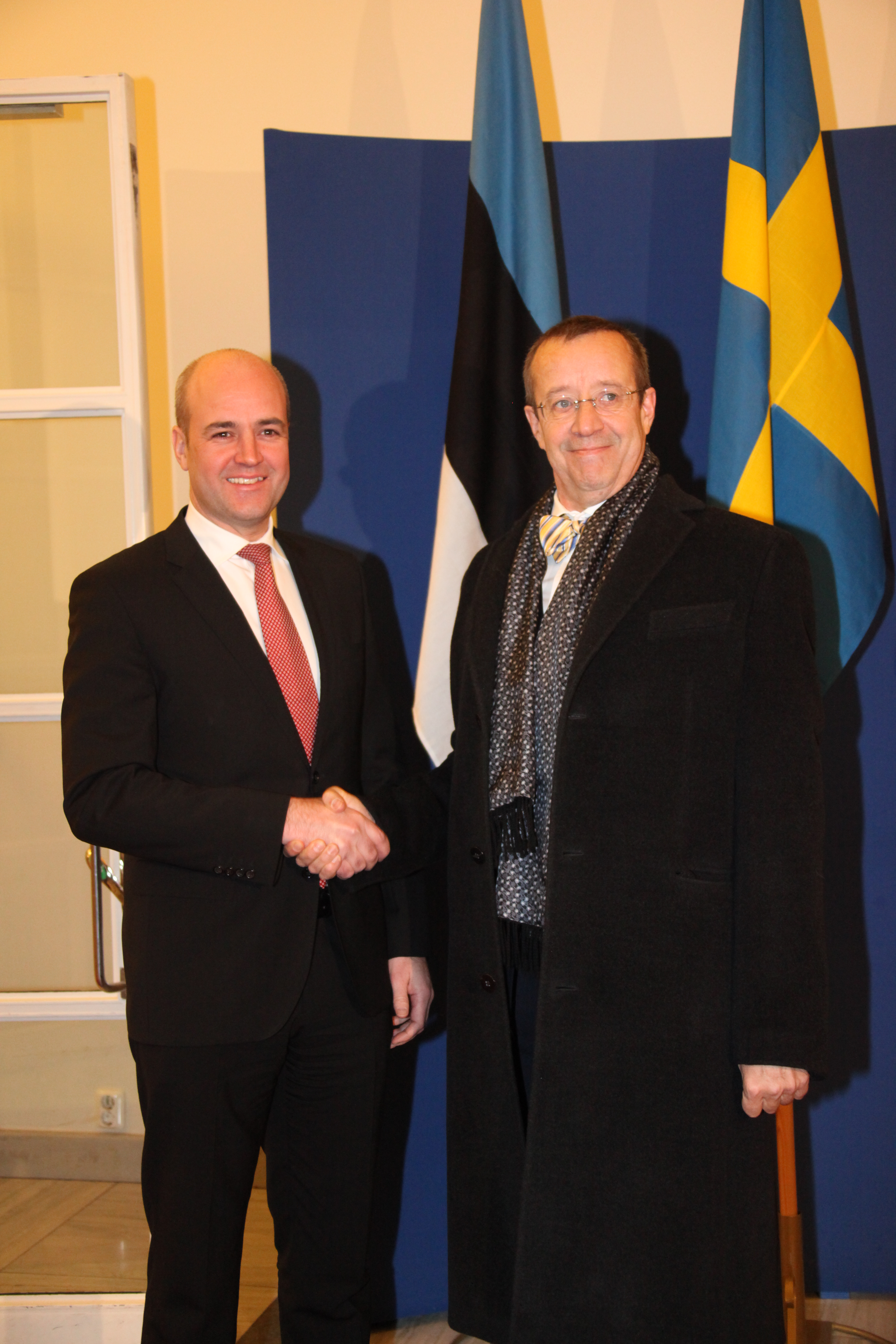
Fredrik Reinfeldt och Estlands president Toomas Hendrik Ilves under dennes statsbesök till Sverige i januari 2011.

Regeringens utrikesdeklaration från 2010 uttryckte att fokus bland annat skulle ligga på att:
- Stärka EU som global aktör
- Bidra till ett fortsatt öppet Europa med ett särskilt intresse och ansvar för utvecklingen i EU:s grannländer och en utvidgning av unionen
- Vidareutveckla Östligt partnerskap
- Vidareutveckla Östersjöstrategin
- Verka för ett klimatavtal som säkrar 2-gradersmålet
- Främja hållbar globalisering som bygger på demokrati, mänskliga rättigheter och folkrätt och som skapar välstånd och frihet
- Motverka politiska låsningar inom FN-systemet
- Centralt motverka protektionism och stärka den inre marknaden
- Förstärka insatser för yttrandefriheten, med särskild tonvikt på yttrandefriheten på nätet
- Intensifiera Sveriges utvecklingsarbete i Afghanistan och verka för en stärkt internationell civil insats i landet
- Driva på utvecklingen av EU:s fredsinstrument för att bättre kunna främja fred och utveckling i vår värld
- Verka för en värld utan kärnvapen. Pådrivande i frågan om att taktiska kärnvapen ska bli föremål för förhandlingar och reduceringar.[30]

2010 års utrikesdeklaration är den första under Lissabonfördraget.

### Jordbruks- och landsbygdspolitik
Huvudartikel: Sveriges jordbrukspolitik
1 januari 2011 bytte Jordbruksdepartementet namn till Landsbygdsdepartementet. Statsråd sedan regeringsskiftet har varit Eskil Erlandsson, från 2006 som jordbruksminister och vars nya titel 2011 är landsbygdsminister. Under Erlandsson har satsningar gjorts på att lansera en vision om Matlandet Sverige, vilket varit en av två huvudpelare i regeringen Reinfeldts jordbrukspolitik. Den andra är att stärka landsbygden genom att satsa på energi- och klimatpolitiken.

### Invandring och integration
Efter att Erik Ullenhag tagit över som integrationsminister efter Nyamko Sabuni publicerades en lista på regeringens webbplats, inledningsvis under rubriken "Vanliga nätmyter om invandrare och minoriteter". Satsningen fick mycket kritik i olika media. Kritiken handlade främst om att Ullenhags argument ansågs vara osakliga och vilseledande men även om att regeringens hemsida ansågs användas för att föra ut partipolitiska åsikter som om de vore fakta.

## Kontroverser

### Ministeraffären vid tillsättandet av regeringen Reinfeldt, 2006

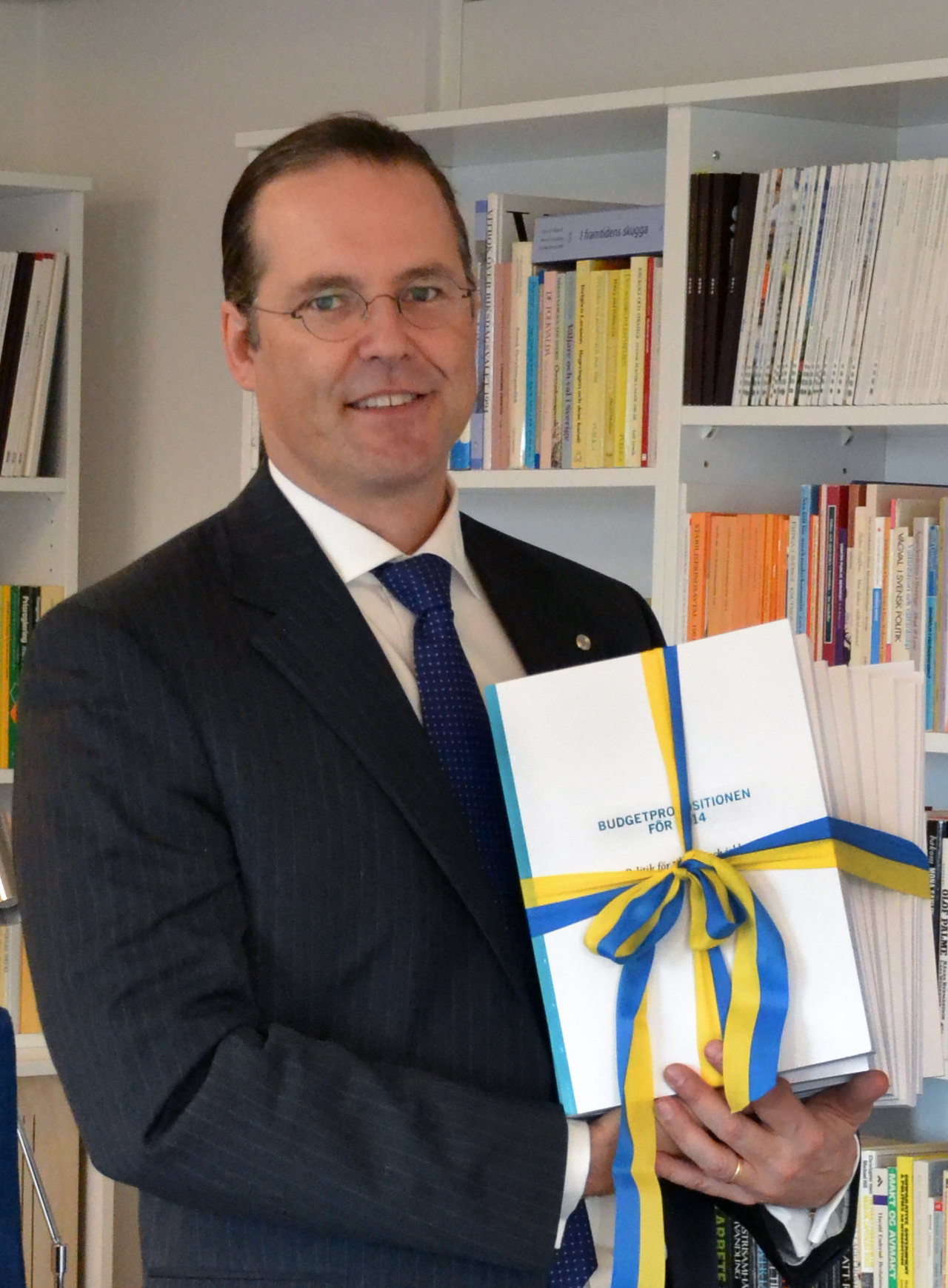
Finansminister Anders Borg.

Den nya regeringen fick en dålig start då flera händelser rörande statsråden Cecilia Stegö Chilò, Maria Borelius, Anders Borg och Tobias Billström uppmärksammades under den första arbetsveckan. Det framkom att Stegö Chilò, Borelius och Billström inte hade betalat sina TV-licenser. Kulturminister Stegö Chilò och handelsminister Borelius avgick som en följd av händelserna, medan de övriga ministrarna satt kvar. Under samma period framkom även att regeringschefens stabschef Johan Forssell inte heller hade betalat sin TV-avgift.

### Schenströmaffären 2007
Statsminister Fredrik Reinfeldts statssekreterare Ulrica Schenström påträffades med TV4-reportern Anders Pihlblad en kväll på en restaurang i Stockholm. Fotografer från tidningen Aftonbladet hade erhållit tips om att Schenström uppehöll sig på den nämnda restaurangen. På de bilder man tog kunde man antyda en alkoholpåverkad Schenström. På några av bilderna kysser också Schenström och Pihlblad varandra. För detta fick TV4-reportern Pihlblad först utstå kritik då denna är en s.k. politisk reporter på TV4 och också var satt i att bevaka det Moderata samlingspartiet vid dess stämma i oktober 2007. När förfrågningar uppstod om Schenström var ansvarig för regeringens krisberedskap förflyttades fokus från Pihlblad till Schenström. Schenström besvarade förfrågningarna med tystnad, och statsminister Fredrik Reinfeldt valde att försvara sin statssekreterare. När det uppdagades att Schenström tillsammans med Pihlblad konsumerat alkohol för ungefär 900 kronor och Schenström varit ansvarig jourhavande för regeringens krisberedskap valde Schenström att först entledigas och sedan avgå. I ett pressmeddelande från statsrådsberedningen uttalade hon sig så här:
"Jag har agerat olämpligt och det gör att jag inte anser mig kunna fungera med fullt förtroende i mitt uppdrag. Jag beklagar också att jag inte inledningsvis förmått att klarlägga det som förevarit till statsministern och allmänheten. Detta är misstag som jag djupt beklagar och ångrar."

### Nuonaffären 2009
2009 köpte Vattenfall det holländska företaget Nuon, vilket kom att göra Vattenfall till ett av Europas största energibolag. Vattenfall betalade 89 miljarder för Nuon, den största kontantaffären i Sveriges historia. Affären har kritiserats och bland annat kallats Sveriges sämsta affär - någonsin. Köpet orsakade en politisk storm när det 2013 stod klart att förvärvet var ett fiasko som redan kostat 37,5 miljarder kronor, och VD fick avgå.
När politiskt ansvar skulle utkrävas hävdade Fredrik Reinfeldt först att frågan var "helt hänvisad till ansvarigt statsråd" och försökte lägga skulden på näringsminister Maud Olofsson, då sedan ett par år borta från politiken, och Per Bolund (mp) KU anmälde Olofsson för hennes hantering av affären. Senare kunde TV4 publicera ett internt dokument som visade att statsministern godkänt affären och diskuterade Nuon med övriga partiledare i Alliansen den 11 februari 2009. Någon oberoende granskningskommission har inte kommit till stånd. Maud Olofsson har också konsekvent undvikit att komma till KU-förhör.

### Saudiaffären 2012

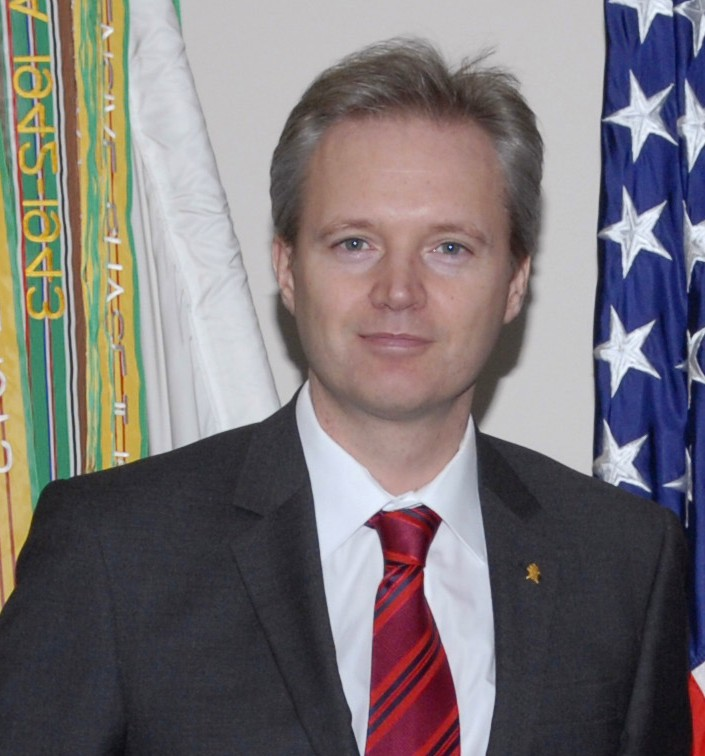
Försvarsminister Sten Tolgfors.

I mars 2012 uppdagades projekt Simoom, ett kontroversiellt samarbete mellan Totalförsvarets forskningsinstitut (FOI) och Saudiarabien i syfte att tillsammans bygga en vapenfabrik i Saudiarabien.
Projektet, som var hemligt fram till avslöjandet i Dagens Eko den 6 mars 2012, kritiserades för att det fortgick trots att lagen om krigsmateriel säger att Sverige inte bör exportera vapen till länder som omfattande och grovt bryter mot mänskliga rättigheter. Hanteringen kritiseras för hyckleri och tänjande av regelverk, för komplicerade arrangemang med bulvanföretag i syfte att hindra insyn och debatt, för att ansvariga politiker skyller på tjänstemän trots att man har varit insatt, för att politiker som dementerar sådant som ingen har påstått, och för tjänstemän som ljuger.
Uppdagandet och turerna som följde ledde till att försvarsminister Sten Tolgfors avgick.

### Uppbruten budget 2013
Oppositionspartierna gjorde ett avsteg från budgetpraxis genom att bryta ut en del av 2013 års budget genom ett initiativ i finansutskottet. Därmed kunde man rösta bort alliansens förslag till skattesänkning för höginkomsttagare (man stoppade ökningen av brytpunkten för uttaget av statlig inkomstskatt) men släppa igenom budgetpropositionen i övrigt. Juristerna i riksdagsförvaltningen ansåg att beslutet stred mot Riksdagsordningens budgetföreskrifter medan konstitutionsutskottet godkände hanteringen.

### Ryska påsken
Vid påsken 2013 genomförde Ryssland en annonserad övning, där anflygning mot mål i Sverige gjordes på internationellt vatten. En månad senare uppdagades det att den svenska incidentberedskapen, som dygnet runt ska kunna skicka upp eget flyg för att identifiera och vid behov avvisa främmande flyg, varit obefintlig och av besparingsskäl enbart funnits tillgänglig 60 timmar i veckan med direkt godkännande av försvarsdepartementet. Denna skandal kom att kallas ryska påsken.

## Lista över genomförda beslut, lagar och reformer
Nedan listas några av de viktigare beslut, lagar och reformer som genomförts eller aviserats av regeringen:
- Avdragsrätt för gåvor till ideella organisationer
- Avdragsrätt för hushållsnära tjänster, så kallat RUT-avdrag
- Återinförd avdragsrätt för underhåll, reparationer och om- och tillbyggnader, så kallat ROT-avdrag
- Avreglerad persontrafik på järnvägen[45]
- Avskaffat apoteksmonopol
- Avskaffad värnplikt
- Avskaffande av Biografbyrån
- Avskaffande av kårobligatoriet[46]
- FRA-lagen
- Försvarsbeslutet 2009
- Gy 2011, gymnasiereform med nytt betygssystem för hela skolan
- Migrationsuppgörelsen mellan Alliansen och Miljöpartiet 2011
- Ipred-lagen
- Jobbskatteavdrag
- Kommunalt vårdnadsbidrag
- Liberalisering av alkohollagen
- Radiofrekvenser för mobilt bredband på 700- och 800 MHz-bandet[47][48]
- Reform av sjukförsäkringssystemet, där regeringens officiella linje att lagen hade fått "oväntade konsekvenser" senare kom att visa sig vara en efterhandskonstruktion.[49]
- Samkönade äktenskap
- Sänkt restaurangmoms från 25 till 12 procent.
- Införande 2009 av, och förändringar i, den nya offentlighets- och sekretesslagen[50]
- Sänkt bolagsskatt från 26,3% till 22,0%.[51]